# برادلي سميث (متسابق دراجات نارية)
برادلي سميث (بالإنجليزية: Bradley Smith)‏ مواليد 28 نوفمبر 1990 في أكسفورد، هو متسابق دراجات نارية بريطاني. نافس في سباقات بطولة العالم لفئة 125 سي سي. كما شارك في بطولة العالم للموتو جي بي.

## سباقات فاز بها
- جائزة إسبانيا الكبرى للدراجات النارية 2009

## وصلات خارجية
- برادلي سميث على موقع MotoGP.com (الإنجليزية)
- برادلي سميث على موقع WorldSBK.com (الإنجليزية)
- برادلي سميث على موقع AS.com (الإسبانية)

- الموقع الرسمي